# О Тебі радується
«О Тебі́ ра́дується…» («Тобою радується…», грец. «Επί Σοι χαίρει...») — особливий спів, складений святим Іваном Дамаскином на честь Богоматері, текст якого включений в Октоїх; використовується як задостойник у літургії Василія Великого (замість піснеспіву «Достойно єсть» у літургії Івана Золотоустого).
Ἐπὶ σοὶ χαίρει, Κεχαριτωμένη, πᾶσα ἡ κτίσις, Ἀγγέλων τὸ σύστημα, καὶ ἀνθρώπων τὸ γένος, ἡγιασμένε ναέ, καὶ Παράδεισε λογικέ, παρθενικὸν καύχημα, ἐξ ἧς Θεός ἐσαρκώθη, καὶ παιδίον γέγονεν, ὁ πρὸ αἰώνων ὑπάρχων Θεὸς ἡμῶν∙ τὴν γὰρ σὴν μήτραν, θρόνον ἐποίησε, καὶ τὴν σὴν γαστέρα, πλατυτέραν οὐρανῶν ἀπειργάσατο. Ἐπὶ σοὶ χαίρει Κεχαριτωμένη, πᾶσα ἡ κτίσις, δόξα σοι.

О Тебі́ ра́дується, Благода́тная, вся́кая тва́р, А́нгельський собо́р, і Челові́ческий ро́д, Освяще́нний хра́ме, і раю́ слове́сний; Ді́вственная похвало́, із Нея́же Бо́г воплоти́ся, і Младе́нець би́сть, пре́жде ві́к си́й Бо́г на́ш; ложесна́ бо Твоя́ Престо́л сотвори́, і чре́во Твоє́ простра́нніє Небе́с соді́ла; о Тебі́ ра́дується, Благода́тная, вся́кая тва́р, сла́ва Тебі́.

Тобою радується, Благодатна, всякая твар, ангельський собор і людський рід, освячений храме і раю словесний, дівства похвало. Від Тебе Бог воплотився, і Дитям став, Предвічний Бог наш. Бо лоно Твоє Престолом учинив і утробу Твою просторнішою небес сотворив. Тобою, Благодатна, радується всякая твар. Слава Тобі

## «О Тебі радується…» віконописі
Однойменна Ікона ілюструє насамперед початкові рядки пісні: «О Тебі́ ра́дується, Благода́тная, вся́кая тва́р, А́нгельський собо́р, і Челові́ческий ро́д, Освяще́нний хра́ме, і раю́ слове́сний,..»  — і являє Діву Марію з Немовлям на престолі, в оточенні божественної слави, за нею — собор ангелів та храм, розташований на тлі райського саду.
Біля підніжжя престолу Іван Дамаскин — автор «Октоїха», протягує текст своєї молитви Богородиці; під ним зображені всі чини святості: праотці, пророки, апостоли, святителі, мученики, мучениці і так далі — відповідно до тексту таємної ходатайственної молитви, яку виголошує у вівтарі священник, тоді як хор виконує спів. Вінчає композицію півколо неба — як правило, із зображенням небесних ангельських сил («і чре́во Твоє́ простра́нніє Небе́с соді́ла…»).
Ікона «О Тебі радується…» з'являється в російському живописі в кінці XV — початку XVI століть.